# InPost ChKS Chełm
InPost ChKS Chełm – polski męski klub siatkarski z siedzibą w Chełmie. Powstał w 2020 roku wskutek połączenia dwóch klubów siatkarskich – KS Arka (wówczas pod nazwą KS Arka Wojsławice, skąd pochodził ten klub i gdzie został założony w 2020 roku), z UKS-em Tempo Chełm (założony w 1996 roku).

## Nazwy klubu
- 1996-2020 UKS Tempo Chełm (przed połączeniem z KS Arka Wojsławice)
- 2017-2020 KS Arka Wojsławice (przed połączeniem z UKS Tempo Chełm)
- 2020-2022 KS Arka Tempo Chełm[3]
- 2022-2023 CHKS Arka Chełm[4]
- 2023-2024 Bogdanka Arka Chełm
- 2024-2025 CHKS Chełm[5]
- 2025- InPost ChKS Chełm[6]

## Bilans sezon po sezonie
| Sezon     | Liga                    | Miejsce |
| --------- | ----------------------- | ------- |
| 2017/2018 | III liga (Lubelski ZPS) | 3.      |
| 2018/2019 | III liga (Lubelski ZPS) | 1.      |
| 2019/2020 | III liga (Lubelski ZPS) | 1.      |
| 2020/2021 | II liga (Grupa VI)      | 2.      |
| 2021/2022 | II liga (Grupa II)      | 2.      |
| 2022/2023 | II liga (Grupa II)      | 1.      |
| 2023/2024 | I liga                  | 4.      |
| 2024/2025 | I liga                  | 1.      |
| 2025/2026 | PlusLiga                |         |

Poziom rozgrywek:
     najwyższy ogólnokrajowy
     drugi
     trzeci
     czwarty

## Puchar Polski w latach 2020–2025
| Etap                      | Data                      | Gospodarz                 | Gość                           | Wynik                                   |
| Puchar Polski (2020/2021) | Puchar Polski (2020/2021) | Puchar Polski (2020/2021) | Puchar Polski (2020/2021)      | Puchar Polski (2020/2021)               |
| ------------------------- | ------------------------- | ------------------------- | ------------------------------ | --------------------------------------- |
| runda przedwstępna        | 19.09.2020                | KS Arka Tempo Chełm       | Enea KKS Kozienice             | 3:0 (27:25, 25:18, 25:21)               |
| 1. runda wstępna          | 23.09.2020                | KS Arka Tempo Chełm       | SMS PZPS Spała                 | 3:2 (24:26, 25:20, 21:25, 25:20, 15:11) |
| 2. runda wstępna          | 07.10.2020                | KS Arka Tempo Chełm       | Tubądzin Volley MOSiR Sieradz  | 1:3 (21:25, 25:18, 18:25, 20:25)        |
| Puchar Polski (2021/2022) |                           |                           |                                |                                         |
| 2. runda                  | 13.10.2021                | Enea KKS Kozienice        | KS Arka Tempo Chełm            | 3:1 (22:25, 25:20, 25:18, 25:18)        |
| Puchar Polski (2022/2023) |                           |                           |                                |                                         |
| 2. runda                  | 16.11.2022                | CHKS Arka Chełm           | Chemeko-System Gwardia Wrocław | 3:2 (23:25, 25:21, 22:25, 26:24, 15:11) |
| 3. runda                  | 07.12.2022                | SPS Konspol Słupca        | CHKS Arka Chełm                | 0:3 (16:25, 20:25, 16:25)               |
| 4. runda                  | 11.01.2023                | CHKS Arka Chełm           | PZL Leonardo Avia Świdnik      | 3:0 (25:19, 25:18, 25:20)               |
| ćwierćfinał               | 31.01.2023                | CHKS Arka Chełm           | Jastrzębski Węgiel             | 0:3 (22:25, 24:26, 23:25)               |
| Puchar Polski (2023/2024) |                           |                           |                                |                                         |
| 2. runda                  | 20.10.2023                | SMS PZPS Spała II         | Bogdanka Arka Chełm            | 0:3 (14:25, 24:26, 14:25)               |
| 3. runda                  | 18.12.2023                | Bogdanka Arka Chełm       | PZL Leonardo Avia Świdnik      | 3:0 (25:17, 25:20, 26:24)               |
| 4. runda                  | 10.01.2024                | CUK Anioły Toruń          | Bogdanka Arka Chełm            | 3:1 (25:23, 17:25, 25:18, 25:18)        |
| Puchar Polski (2024/2025) |                           |                           |                                |                                         |
| 2. runda                  | 21.11.2024                | Volley Team Żychlin       | ChKS Chełm                     | 2:3 (23:25, 17:25, 25:23, 29:27, 12:15) |
| 3. runda                  | 11.12.2024                | ChKS Chełm                | PZL Leonardo Avia Świdnik      | 3:0 (25:23, 25:18, 25:21)               |
| 4. runda                  | 15.01.2025                | ChKS Chełm                | MCKiS Jaworzno                 | 3:1 (20:25, 25:21, 25:18, 25:19)        |
| ćwierćfinał               | 19.02.2025                | ChKS Chełm                | Aluron CMC Warta Zawiercie     | 0:3 (19:25, 24:26, 17:25)               |

## Zawodnicy

### Sezon 2025/2026[10]

#### Sztab szkoleniowy
- Trener: Krzysztof Andrzejewski
- Dyrektor sportowy: Michał Ruciak

| Nr                     | Imię i nazwisko                     | Data ur.   | Wzrost | Pozycja      |
| ---------------------- | ----------------------------------- | ---------- | ------ | ------------ |
| 2                      | Mariusz Marcyniak                   | 05.03.1992 | 206    | środkowy     |
| 8                      | Paweł Rusin                         | 05.03.1992 | 182    | przyjmujący  |
| 9                      | Jay Blankenau                       | 27.09.1989 | 194    | rozgrywający |
| 10                     | Tomasz Piotrowski                   | 02.09.1997 | 198    | przyjmujący  |
| 13                     | Łukasz Swodczyk                     | 01.06.1990 | 196    | środkowy     |
| 14                     | Jędrzej Goss                        | 03.07.1996 | 193    | atakujący    |
| 93                     | Łukasz Łapszyński                   | 23.09.1993 | 195    | przyjmujący  |
| Potwierdzone transfery |                                     |            |        |              |
|                        | Amirhosejn Esfandijar               | 24.01.1999 | 209    | przyjmujący  |
|                        | Rune Fasteland                      | 17.12.1995 | 206    | środkowy     |
|                        | Kazuma Sonae                        | 06.01.1998 | 167    | libero       |
|                        | Remigiusz Kapica                    | 28.09.2000 | 200    | atakujący    |
|                        | Jędrzej Gruszczyński (kontuzjowany) | 13.11.1997 | 186    | libero       |
|                        | Jakub Turski                        | 06.09.1998 | 202    | środkowy     |
|                        | Grzegorz Jacznik                    | 19.03.1998 | 195    | rozgrywający |
|                        | Daniel Ostaszewski                  | 04.01.1993 | 184    | libero       |
|                        | Aleksander Nowik                    | 28.04.2006 | 204    | przyjmujący  |

### Sezon 2024/2025[20]

#### Sztab szkoleniowy
- Trener: Krzysztof Andrzejewski
- Asystent trenera: Mateusz Hes
- Asystent trenera: Krzysztof Żabiński
- Fizjoterapeuta: Konrad Madej
- Trener przygotowania fizycznego i motorycznego: Grzegorz Kurek
- Kierownik drużyny: Mateusz Hes
- Dyrektor sportowy: Michał Ruciak

| Nr | Imię i nazwisko             | Data ur.   | Wzrost | Pozycja      |
| -- | --------------------------- | ---------- | ------ | ------------ |
| 1  | Jakub Bucki (od 25.04.2025) | 13.08.1988 | 197    | atakujący    |
| 2  | Mariusz Marcyniak           | 05.03.1992 | 206    | środkowy     |
| 3  | Jakub Olszewski             | 30.01.2003 | 190    | przyjmujący  |
| 6  | Szymon Rakowski             | 19.03.2001 | 201    | środkowy     |
| 8  | Paweł Rusin                 | 05.03.1992 | 182    | przyjmujący  |
| 9  | Jay Blankenau               | 27.09.1989 | 194    | rozgrywający |
| 10 | Tomasz Piotrowski           | 02.09.1997 | 198    | przyjmujący  |
| 11 | Bartosz Fijałek             | 30.08.2003 | 177    | libero       |
| 13 | Łukasz Swodczyk             | 01.06.1990 | 196    | środkowy     |
| 14 | Jędrzej Goss                | 03.07.1996 | 193    | atakujący    |
| 18 | Kacper Gonciarz             | 31.08.1992 | 192    | rozgrywający |
| 23 | Jakub Ziobrowski            | 23.01.1997 | 202    | atakujący    |
| 47 | Maciej Janikowski           | 30.08.1993 | 195    | przyjmujący  |
| 93 | Łukasz Łapszyński           | 23.09.1993 | 195    | przyjmujący  |

### Sezon 2023/2024[22]

#### Sztab szkoleniowy[23]
- Trener: Bartłomiej Rebzda
- II trener: Mateusz Hes
- Statystyk: Marcin Kazaniecki
- Fizjoterapeuta: Konrad Madej
- Trener przygotowania motorycznego: Bartosz Matraszek
- Kierownik Zespołu: Kacper Jegorow

| Nr | Imię i nazwisko      | Data ur.   | Wzrost | Pozycja      |
| -- | -------------------- | ---------- | ------ | ------------ |
| 1  | Jakub Sadkowski      | 25.02.2002 | 209    | środkowy     |
| 2  | Mariusz Marcyniak    | 05.03.1992 | 206    | środkowy     |
| 3  | Rafał Cabaj          | 31.05.1989 | 182    | libero       |
| 6  | Mikołaj Miszczuk     | 18.07.2000 | 193    | przyjmujący  |
| 7  | Damian Dobosz        | 10.11.1992 | 196    | przyjmujący  |
| 8  | Paweł Rusin          | 05.03.1992 | 182    | przyjmujący  |
| 11 | Jakub Nowak          | 11.06.2005 | 204    | środkowy     |
| 12 | Patryk Szwaradzki    | 27.06.1995 | 194    | atakujący    |
| 13 | Damian Baran         | 07.04.1999 | 199    | środkowy     |
| 16 | Mariusz Magnuszewski | 14.09.1997 | 194    | rozgrywający |
| 18 | Kacper Gonciarz      | 31.08.1992 | 192    | rozgrywający |
| 20 | Maciej Sas           | 10.11.1998 | 179    | libero       |
| 77 | Kajetan Kulik        | 11.11.1995 | 195    | atakujący    |
| 93 | Łukasz Łapszyński    | 23.09.1993 | 195    | przyjmujący  |

### Sezon 2022/2023

#### Sztab szkoleniowy
- Trener: Bartłomiej Rebzda
- II trener: Wojciech Miszczuk
- Statystyk: Marcin Kazaniecki
- Fizjoterapeuta: Konrad Madej
- Kierownik: Paweł Kosiorek

| Nr | Imię i nazwisko                 | Data ur.   | Wzrost | Pozycja      |
| -- | ------------------------------- | ---------- | ------ | ------------ |
| 2  | Mariusz Marcyniak               | 05.03.1992 | 206    | środkowy     |
| 3  | Rafał Cabaj                     | 31.05.1989 | 182    | libero       |
| 5  | Bartłomiej Giza                 | 24.10.1999 | 202    | środkowy     |
| 5  | Jakub Sadkowski (od 09.12.2022) | 25.02.2002 | 209    | środkowy     |
| 8  | Jan Lesiuk                      | 07.06.1996 | 190    | przyjmujący  |
| 9  | Grzegorz Jacznik                | 19.03.1998 | 194    | rozgrywający |
| 10 | Kamil Małecki                   |            |        | przyjmujący  |
| 12 | Patryk Szwaradzki               | 27.06.1995 | 194    | atakujący    |
| 13 | Kacper Popik                    | 19.10.1992 | 191    | rozgrywający |
| 14 | Kacper Kędra                    | 06.01.1998 | 188    | przyjmujący  |
| 30 | Jakub Peszko                    | 01.04.1992 | 193    | przyjmujący  |
| 33 | Jakub Szydlik                   | 28.01.2002 | 199    | atakujący    |
| 36 | Wiktor Pleta                    | 02.08.2001 | 198    | środkowy     |
| 93 | Łukasz Łapszyński               | 23.09.1993 | 195    | przyjmujący  |
|    | Jaromir Orlicz                  | 17.08.2001 | 195    | rozgrywający |
|    | Mateusz Kowalski                | 20.02.1997 | 205    | środkowy     |

### Sezon 2021/2022

#### Sztab szkoleniowy
- Trener: Sławomir Czarnecki
- II trener: Wojciech Miszczuk
- Statystyk: Marcin Kazaniecki
- Fizjoterapeuta: Przemysław Domański

| Nr | Imię i nazwisko                   | Data ur.   | Wzrost | Pozycja      |
| -- | --------------------------------- | ---------- | ------ | ------------ |
| 2  | Paweł Rejowski                    | 15.01.1988 | 197    | atakujący    |
| 3  | Rafał Cabaj                       | 31.05.1989 | 182    | libero       |
| 5  | Bartłomiej Giza                   | 24.10.1999 | 202    | środkowy     |
| 6  | Michał Piłat                      | 23.10.1986 | 187    | libero       |
| 7  | Tomasz Kociuba                    | 22.03.1986 | 187    | przyjmujący  |
| 14 | Kacper Kędra                      | 06.01.1998 | 188    | przyjmujący  |
| 20 | Oleg Krikun                       | 20.04.1991 | 202    | atakujący    |
| 42 | Błażej Czarnecki                  | 06.02.1996 | 190    | przyjmujący  |
|    | Bartłomiej Misztal                | 13.06.1991 | 190    | rozgrywający |
|    | Jaromir Orlicz                    | 17.08.2001 | 195    | rozgrywający |
|    | Jakub Durski                      | 29.06.2001 | 178    | rozgrywający |
|    | Przemysław Czado                  | 24.05.1997 | 190    | przyjmujący  |
|    | Radosław Sterna                   | 26.01.1995 | 205    | środkowy     |
|    | Krzysztof Kufel                   | 24.02.2002 | 197    | środkowy     |
|    | Jędrzej Brożyniak (od 07.02.2022) | 09.02.1989 | 193    | rozgrywający |
|    | Mariusz Wacek (od 07.02.2022)     | 03.02.1995 | 200    | środkowy     |

## Obcokrajowcy w zespole
| Lata gry  | Imię i nazwisko       | Pozycja      |
| --------- | --------------------- | ------------ |
| 2021-2022 | Oleg Krikun           | atakujący    |
| 2024-     | Jay Blankenau         | rozgrywający |
| 2025-     | Kazuma Sonae          | libero       |
| 2025-     | Rune Fasteland        | środkowy     |
| 2025-     | Amirhosejn Esfandijar | przyjmujący  |